# Sitting Bull
Bò Ngồi, Bò Mộng Ngồi hay Sitting Bull (tiếng Lakota: Tȟatȟáŋka Íyotake) (theo chính tả Lakota chuẩn), cũng có tên hiệu là Slon-he hay "Slow"; (khoảng năm 1831 – 15 tháng 12 năm  1890) là một lãnh tụ của Lakota Hunkpapa đã lãnh đạo dân tộc mình với vai trò tù trưởng trong những năm kháng chiến chống lại chính phủ Hoa Kỳ. Sinh ra gần sông Grand ở Lãnh thổ Dakota, ông đã bị giết chết bởi mật vụ cảnh sát Anh Điêng ở Khu bảo tồn người da đỏ Standing Rock trong một nỗ lực bắt giữ ông và ngăn cản ông không ủng hộ phong trào Ghost Dance.
Ông được cho là người chỉ huy trận Little Bighorn. Trong trận này Trung đoàn 7 Kỵ binh của Hoa Kỳ, bao gồm 700 người chỉ huy bởi tướng George Armstrong Custer, đã bị đánh bại. Năm tiểu đoàn của trung đoàn bị tiêu diệt.